# Kaukaska Armia Islamu

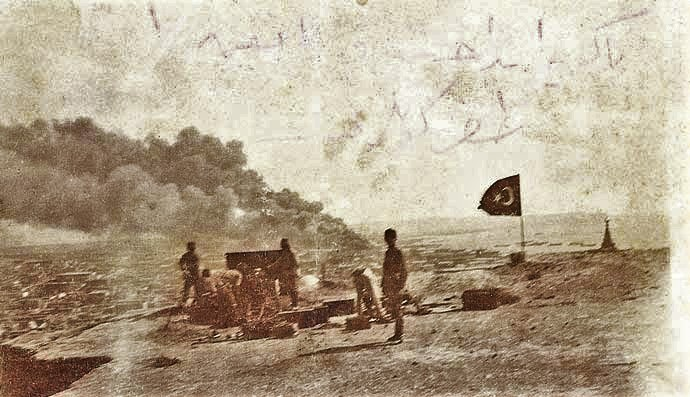
Żołnierze Kaukaskiej Armii Islamu pod Baku podczas bitwy o miasto w 1918 r.

Kaukaska Armia Islamu (tur. Kafkas İslam Ordusu, ros. Кавказская Исламская Армия) – formacja wojskowa w składzie armii tureckiej złożona z Turków, Azerów i Górali Kaukaskich na Kaukazie w 1918 r.
Kaukaska Armia Islamu została utworzona na przełomie maja i czerwca 1918 r. w Gandżi z rozkazu ministra wojny Imperium osmańskiego Envera Paszy. Miała ona za zadanie wyrzucić z Baku miejscowych bolszewików i armeńskich dasznaków, a następnie umocnić się w mieście przeciwko Brytyjczykom, przeciwdziałać planom Niemców oraz zabezpieczyć niepodległość Demokratycznej Republiki Azerbejdżanu. Armia miała współdziałać z siłami azerbejdżańskiego Korpusu Muzułmańskiego, stacjonującego w Gandżi. Na jej czele stanął gen. Nuri-Pasza Killigil. Armia składała się z 1, 2 i 3 Kaukaskich Dywizji. W jej skład wszedł też batalion złożony z Niemców z Elenendorfu. Liczyła pomiędzy 12-18 tys. żołnierzy wyposażonych w 40 dział i co najmniej jeden samochód pancerny. Około 1/3 składu liczebnego stanowili Turcy, zaś pozostałą część Azerowie, Dagestańczycy i przedstawiciele innych ludów południowego Kaukazu. Była podporządkowana tureckiej 3 Armii w składzie Kaukaskiej Grupy Armii. Kaukaska Armia Islamu, po zawarciu 4 czerwca 1918 r. umowy pomiędzy Azerbejdżańską Republiką Demokratyczną i Turcją, wkroczyła na terytorium azerskie. Maszerowała na Baku wzdłuż transkaukaskiej linii kolejowej prowadzącej z Tyflisu do Baku. 
6 czerwca atak przeciwko Azerom przeprowadziły bolszewickie wojska Komuny Bakijskiej. Ich natarcie zmusiło do odwrotu oddziały Korpusu Muzułmańskiego. Zagroziło to marszowi Kaukaskiej Armii Islamu. Dlatego w połowie czerwca zaatakowała ona bolszewików w rejonie miasta Göyçay. Walki trwały do 1 lipca, kończąc się rozbiciem sił Komuny Bakijskiej. W tym samym czasie bolszewicy zaatakowali pod wsią Surra, ale też zostali pokonani. Obie porażki doprowadziły do tego, że inicjatywa strategiczna przeszła w ręce Turków i ich sprzymierzeńców. Ruszyli oni na Kürdəmir, zdobyty 10 lipca. Do walk po stronie bolszewików włączył się oddział partyzancki gen. Łazara F. Biczerachowa. 20 lipca Turcy i Azerowie zdobyli strategicznie ważne miasto Şamaxı, gdzie przejęto m.in. samochód pancerny. 30 lipca do Dagestanu wycofały się resztki oddziału gen. Ł. F. Biczerachowa. Brytyjczycy wysłali do Baku niewielkie siły, nazwane Dunsterforce, pod dowództwem gen. Lionela Charlesa Dunsterville'a, które przybyły do miasta 4 sierpnia 1918 r. Zostały one jednak pod koniec sierpnia okrążone przez Kaukaską Armię Islamu, która 15 września zajęła Baku, zmuszając Brytyjczyków do odwrotu. Następnie ruszyła ona wzdłuż wybrzeża Morza Kaspijskiego, wkraczając do Dagestanu. W październiku został zajęty Derbent, a potem Port Pietrowsk. 
Po zawarciu zawieszenia broni 30 października w Mudros na wyspie Lemnos pomiędzy Ententą i Turcją oraz jednoczesnym politycznym upadku Envera Paszy, Kaukaska Armia Islamu rozpadła się. 17 listopada Brytyjczycy powrócili do Baku.